# Jérémy Jurkiewicz
Jérémy Jurkiewicz (* 29. Juni 1988 in Firminy) ist ein ehemaliger französischer Triathlet und Ironman-Sieger (2011, 2013). Er wird in der Bestenliste französischer Triathleten auf der Ironman-Distanz geführt.

## Werdegang
Jérémy Jurkiewicz kam als 18-Jähriger zum Triathlon, nachdem er acht Jahre lang im Schwimmsport aktiv war.

### Ironman-Sieger 2011
Als 22-Jähriger startete er erstmals auf der Ironman-Distanz und im September 2011 konnte er die Erstaustragung des Ironman Wales für sich entscheiden.
Beim Ironman Hawaii (Ironman World Championships) belegte er im Oktober 2012 den 14. Rang.
Im Juli 2017 wurde der damals 29-Jährige in Dijon Vize-Staatsmeister auf der Triathlon-Langdistanz.
Seit 2018 tritt Jérémy Jurkiewicz nicht mehr international in Erscheinung.

## Sportliche Erfolge
| Datum/Jahr    | Rang | Wettbewerb                                           | Austragungsort  | Zeit     | Bemerkung                                |
| ------------- | ---- | ---------------------------------------------------- | --------------- | -------- | ---------------------------------------- |
| 2. Juli 2017  | 2    | FRA Middle Distance Triathlon National Championships | Dijon           | 04:10:22 | Französische Meisterschaft Mitteldistanz |
| 18. Mai 2014  | 2    | Ironman 70.3 Pays d’Aix France                       | Aix-en-Provence | 03:59:14 |                                          |
| 26. Aug. 2013 | 1    | Ironman 70.3 Brasil                                  | Brasilia        | 03:52:40 |                                          |
| 2013          | 1    | Half Challenge Vichy                                 | Vichy           | 04:09:49 | Sieger auf der Mitteldistanz             |

| Datum/Jahr    | Rang | Wettbewerb                                         | Austragungsort | Zeit     | Bemerkung |
| ------------- | ---- | -------------------------------------------------- | -------------- | -------- | --- |
| 29. Juli 2018 | 6    | Ironman Switzerland                                | Zürich         | 08:24:09 | |
| 19. Nov. 2017 | 3    | Ironman Arizona                                    | Tempe          | 08:15:22 | als zweitschnellster Schwimmer |
| 2. Juli 2017  | 2    | FRA Long Distance Triathlon National Championships | Dijon          | 04:10:21 | Französische Meisterschaft auf der Langdistanz                                                                                    |
| 11. Okt. 2014 | 18   | Ironman Hawaii                                     | Hawaii         | 08:39:46 | |
| 8. Dez. 2013  | 1    | Ironman Western Australia                          | Busselton      | 08:08:16 | |
| 13. Okt. 2012 | 14   | Ironman Hawaii                                     | Hawaii         | 08:44:45 | |
| 19. Mai 2012  | 3    | FRA Long Distance Triathlon National Championships | Calvi          | 04:17:34 | Französische Meisterschaft auf der Langdistanz (3 km Schwimmen, 80 km Radfahren und 20 km Laufen) im Rahmen des Triathlon à Calvi |
| 11. Sep. 2011 | 1    | Ironman Wales                                      | Pembrokeshire  | 09:04:20 | Sieger bei der Erstaustragung |